# Муњано ди Наполи
Муњано ди Наполи (итал. Mugnano di Napoli) је насеље у Италији у округу Напуљ, региону Кампанија.
Према процени из 2011. у насељу је живело 34231 становника. Насеље се налази на надморској висини од 125 м.

## Становништво
| 1931. | 1936. | 1951. | 1961.  | 1971.  | 1981.  | 1991.  | 2001.  | 2011.  |
| ----- | ----- | ----- | ------ | ------ | ------ | ------ | ------ | ------ |
| 7.264 | 8.194 | 9.499 | 11.647 | 16.365 | 21.063 | 25.246 | 30.069 | 34.504 |